# Sematophyllum sebillei
Sematophyllum sebillei là một loài Rêu trong họ Sematophyllaceae. Loài này được (Broth. & Thér.) R.S. Chopra miêu tả khoa học đầu tiên năm 1975.